# 五絲馬鮁
五絲馬鮁，又稱五絲多指馬鮁、五指马鲅，俗名鯃魚（午魚、午仔魚）、五指魚，為輻鰭魚綱鱸形目馬鮁科马鲅属的其中一個種。

## 分布
本魚分布於印度太平洋海域的淺水地帶：朝鲜南部、菲律宾、印度各海、大西洋以及南海、东海等海域。

## 特徵
本魚體延長而側扁。頭中大，圓鈍。吻短而圓突，短於眼徑。下唇發育完善，但不擴展至下頜縫合處。齒細小呈絨毛狀；上下頜齒帶細狹，齒不露出於上下頜之外。通常有鰾，胸鰭具有5枚游離的絲狀軟條；胸鰭軟條不分枝。鋤骨有齒。側線鱗片數60~65枚。背鰭硬棘9枚、軟條13枚；臀鰭硬棘2枚、軟條11~12枚。體長可達45公分。

## 生態
為熱帶沿海洄游性魚類，常群棲息在內灣、河口及沙泥質海床，以無脊椎動物為食，並常成群湧向潮間帶覓食。

## 經濟利用
肉質細嫩鮮美，頗具經濟價值的食用魚，乾煎或油炸都相當美味。秋末和翌年三月初為盛產期。
臺灣人重視此魚類，列為十大美味魚類之首，稱一鯃、二紅沙、三鯧、四馬加、五鮸、六嘉鱲、七赤鯮、八馬頭、九烏喉、十寸子。
1646年荷蘭文獻記載，中國人將台灣海域捕獲的帝王魚、五指魚（荷蘭語：vijffvingersvisch）等大量漁獲走私運往中國，翁佳音猜測「五指魚十之八、九是指午仔魚」。